# Гистондеацетилаза 7
 Гистондеацетилаза 7  (англ. Histone deacetylase 7) — фермент, кодируемый у человека геном  HDAC7 .

## Функция
Гистоны играют важнейшую роль в регуляции транскрипции, клеточного цикла и процессов развития. Ацетилирование/деацетилирование гистонов изменяет структуру хромосом и влияет на доступ факторов транскрипции к ДНК. Белок, кодируемый этим геном имеет гомологию последовательности с членами семейства гистондезацетилазы. Этот ген ортологичен с геном HDAC7 мыши, белок которого стимулирует репрессию опосредования корепрессора транскрипции  SMRT. Несколько альтернативных вариантов сплайсинга, кодирующих несколько изоформ были найдены для этого гена. 

## Взаимодействия
HDAC7A, как было выявлено, взаимодействует с:
- BCL6[8],
- Рецептор эндотелина типа A[англ.][9],
- HDAC3[10],
- HTATIP[англ.][11],
- IKZF1[12]  и
- NCOR1[англ.][10].

## См также
- Деацетилазы гистонов